# Deutsche Adelsgenossenschaft
Die Deutsche Adelsgenossenschaft (D.A.G., auch D. Ag.) war die größte Vereinigung deutscher Adliger im Deutschen Reich.

## Geschichte

### Gründung und Rolle im Kaiserreich
Sie wurde am 26. Februar 1874 von 30 grundbesitzenden Adligen aus den preußischen Provinzen Brandenburg, Pommern, (Ost-)Preußen, Sachsen und Schlesien in Berlin gegründet. Durch Allerhöchste Kabinetts-Ordre vom 7. März 1883 verlieh Kaiser Wilhelm I. der D.A.G. die Rechte einer juristischen Person. Sie sollte dem als verderblich angesehenen „Liberalismus“ der Zeit entgegenwirken und ein konservatives Gegengewicht setzen. Die D.A.G. wurde im Kaiserreich von der Staatsspitze gefördert. Der Vorstand der D.A.G. erhielt zu dieser Zeit eine einmalige Vergütung. 1888 wurde ein Central-Hilfsverein gegründet.
Die Adelsgenossenschaft war unter anderem Betreiber von Schulen, so der Wirtschaftlichen Frauenschule Löbichau in Thüringen 1908-1930. Diese war dem Reifensteiner Verband seit 1908 angeschlossen. Die D.A.G. vergab neben der Gründerin Ida von Kortzfleisch auch Stipendien für die Reifensteiner Schulen allgemein. Der Reifensteiner Verband, bei dem adelige Familien eine wesentliche Rolle spielten, war Mitglied im vergleichsweise liberalen Bund deutscher Frauenvereine.
Die Zahl der Mitglieder war im Kaiserreich vergleichsweise klein, bei Kriegsende 1918 waren 2400 Adelige Mitglieder der D.A.G., Ende 1919 sogar nur 1600. Seit 1884 war das Deutsche Adelsblatt das offizielle Publikationsorgan der Vereinigung. Früh gab es sowohl im preußischen Heroldsamt als auch in der D.A.G. selbst Pläne, eine preußische Adelsmatrikel zu erstellen.

### Die D.A.G. 1919–1945
Mit Art. 109 der Weimarer Reichsverfassung vom 11. August 1919 wurden die „öffentlich-rechtlichen Vorrechte oder Nachteile der Geburt oder des Standes“ aufgehoben. Der privilegierte Adelsstand war damit faktisch abgeschafft. Adelstitel durften nicht mehr verliehen werden und wurden zu Namensbestandteilen. Dennoch setzte die D.A.G. auch nach Ende des preußischen Heroldsamtes das Projekt einer Adelsmatrikel fort, nun als privates Unternehmen und mit klar antisemitischer und rassistischer Zielsetzung. Auf dem Adelstag 1920 wurde beschlossen:

„Wer unter seinen Vorfahren im Mannesstamm einen nach 1800 geborenen Nichtarier hat oder zu mehr als einem Viertel anderer als arischer Rasse entstammt oder mit jemand verheiratet ist, bei dem dies zutrifft, kann nicht Mitglied der D.A.G. sein.“

In den Folgejahren wurden die Anforderungen mehrmals verschärft, in Anpassung an das unter der Schirmherrschaft der D.A.G. erstellte Eiserne Buch Deutschen Adels Deutscher Art (EDDA) und später an den „großen“, unter anderem für SS-Angehörige verlangten Ariernachweis. Mitglieder, die die erforderlichen Nachweise erbracht hatten, wurden in eine Liste des reinblütigen Deutschen Adels aufgenommen; in den Gothaischen Taschenbüchern wurde seit 1935 die Eintragung in diese Liste und/oder die (bis dahin noch strengeren Kriterien folgenden) EDDA jeweils vermerkt.
Schon 1923 wurde daneben eine eigene Abteilung geschaffen, die zwischen „echten“ und „Scheinadeligen“ unterscheiden sollte. Dazu erstellte diese Abteilung der D.A.G. seit 1925 Listen von Personen, die (nach 1919) durch Adoption oder Heirat Familiennamen erworben hatten, die ehemalige Adelsprädikate enthielten, aber nicht den vor 1919 geltenden Kriterien adeliger Herkunft entsprachen.
Die Mitgliederzahl stieg ab 1919 deutlich an. Die Satzung vom 4. Februar 1921 ließ erstmals auch Frauen als Mitglieder zu.
Da die D.A.G. politisch zunehmend ins republikfeindliche Lager rückte, verbot Reichswehrminister Wilhelm Groener 1929 Angehörigen und Zivilbeschäftigten der Reichswehr die Mitgliedschaft. Die D.A.G. stand unter der Führung des 1932 zum Vorsitzenden gewählten sogenannten Adelsmarschalls Adolf zu Bentheim-Tecklenburg, der große Hoffnungen auf den Nationalsozialismus setzte. Als er am 22. Juni 1933 von Hitler empfangen wurde, versprach Bentheim die mangelnde Begeisterung des Adels für den Nationalsozialismus zu beheben und die bisherigen antisemitischen Maßnahmen zu verschärfen. Die Gleichschaltung der Vereinigung wurde verhindert, allerdings um den Preis weitgehender Anpassung an das Regime. Der von Bentheim neu besetzte Hauptvorstand bestand vollständig aus höheren und mittleren SA-Führern (von Arnim, von Detten, von Jagow, von Rochow und von Tschammer und Osten). Nach den Jahrbüchern der doch nun mitgliederstarken D.A.G. von 1938 und 1940 ist aber eine etwas modifizierte Zusammensetzung dieses Gremiums zu konstatieren. Nach dem Attentat Claus Schenck Graf von Stauffenbergs auf Hitler am 20. Juli 1944 veröffentlichte Bentheim-Tecklenburg im Adelsblatt eine Ergebenheitsadresse an Hitler. Die D.A.G. konnte erfolgreich auf den Beschluss eines (gegen „Scheinadelige“ gerichteten) Gesetzes gegen Missbrauch bei der Eheschließung und Annahme an Kindes Statt einwirken, erreichte aber nicht die von ihr erhoffte und von Hitler in Aussicht gestellte Umwandlung der D.A.G. in eine Körperschaft des öffentlichen Rechts.

### Nach 1945
Nach dem Zweiten Weltkrieg verlor die D.A.G. an Bedeutung. Sie hatte im Zweiten Weltkrieg nicht nur ihre Geschäftsstelle in Berlin, sondern auch ihre mittel- und ostdeutschen Landesabteilungen verloren und wurde am 15. Mai 1956 in Hannover von einem Notvorstand aufgelöst. Neue Vereinigungen des historischen Adels waren nicht mehr zentral gelenkt, sondern landschaftlich gegliedert. 1956 schloss die D.A.G. sich mit der neu gegründeten „Arbeitsgemeinschaft deutscher Adelsverbände“ zur „Vereinigung der Deutschen Adelsverbände“ (VdDA) zusammen.
1949 gründete sich (als Nachfolger der Abteilung für adelsrechtliche Fragen der D.A.G.) der bis heute bestehende Deutsche Adelsrechtsausschuß.

## Adelsmarschälle/Vorsitzende
- 1874–1880: Georg von Knebel Doeberitz (1810–1880), Kgl. Preuß. Regierungs- und Landrat a. D.
- 1880–1903: Graf Werner von der Schulenburg (1829–1911), Mitglied des Preußischen Herrenhauses
- 1903–1915: Wilhelm von Wedel-Piesdorf (1837–1915), Kammerherr, Minister des Königlichen Hauses
- 1915–1920: Interregnum ohne Vorsitzenden
- 1920–1932: Friedrich von Berg-Markienen (1866–1939), Exz., Kgl. Preußischer Major a. D., Dr. theol. h. c.
- 1932–1945: Adolf zu Bentheim-Tecklenburg-Rheda (1889–1967), Rittmeister a. D.
- 1945–1956: Notvorstand (nominell noch Adolf zu Bentheim-Tecklenburg-Rheda)[17]